# Liste des genres de Brassicacées
Liste des genres appartenant à la famille des Brassicaceae :

## SelonITIS(22 mai 2010)[3]
- genre Alliaria Heister ex Fabr.
- genre Alyssum L.
- genre Anelsonia J.F. Macbr. & Payson
- genre Aphragmus Andrz. ex DC.
- genre Arabidopsis Heynh.
- genre Arabis L.
- genre Armoracia P.G. Gaertn., B. Mey. & Scherb.
- genre Athysanus Greene
- genre Aubrieta Adans.
- genre Aurinia Desv.
- genre Barbarea Ait. f.
- genre Berteroa DC.
- genre Brassica L.
- genre Braya Sternb. & Hoppe
- genre Bunias L.
- genre Cakile P. Mill.
- genre Calepina Adans.
- genre Camelina Crantz
- genre Capsella Medik.
- genre Cardamine L.
- genre Cardaminopsis (C.A. Mey) Hayek
- genre Cardaria Desv.
- genre Caulanthus S. Wats.
- genre Caulostramina Rollins
- genre Chlorocrambe Rydb.
- genre Chorispora R. Br. ex DC.
- genre Christolea Camb.
- genre Cochlearia L.
- genre Coelophragmus O.E. Schulz
- genre Coincya Rouy
- genre Conringia Heister ex Fabr.
- genre Coronopus Zinn
- genre Crambe L.
- genre Cusickiella Rollins
- genre Dentaria
- genre Descurainia Webb & Berth.
- genre Dimorphocarpa Rollins
- genre Diplotaxis DC.
- genre Dithyrea Harvey
- genre Draba L.
- genre Dryopetalon Gray
- genre Eruca P. Mill.
- genre Erucastrum K. Presl
- genre Erysimum L.
- genre Euclidium Ait. f.
- genre Eutrema R. Br.
- genre Glaucocarpum Rollins
- genre Guillenia Greene
- genre Halimolobos Tausch
- genre Hesperis L.
- genre Heterodraba Greene
- genre Hirschfeldia Moench
- genre Hirsheldia
- genre Hutchinsia Ait. f.
- genre Hymenolobus
- genre Iberis L.
- genre Idahoa A. Nels. & J.F. Macbr.
- genre Iodanthus Torr. & Gray
- genre Ionopsidium Reichenb.
- genre Isatis L.
- genre Jonopsidium
- genre Leavenworthia Torr.
- genre Lepidium L.
- genre Lesquerella S. Wats.
- genre Levenworthia
- genre Lobularia Desv.
- genre Lunaria L.
- genre Lyrocarpa Hook. & Harvey ex Harvey
- genre Malcolmia Ait. f.
- genre Mancoa Weddell
- genre Matthiola Ait. f.
- genre Microthlaspi F.K. Mey.
- genre Moricandia DC.
- genre Myagrum L.
- genre Nasturtium
- genre Neobeckia Greene
- genre Nerisyrenia Greene
- genre Neslia Desv.
- genre Parrya R. Br.
- genre Pennellia Nieuwl.
- genre Phoenicaulis Nutt.
- genre Physaria (Nutt. ex Torr. & Gray) Gray
- genre Polyctenium Greene
- genre Raphanus L.
- genre Rapistrum Crantz
- genre Rhynchosinapis
- genre Rorippa Scop.
- genre Schoenocrambe Greene
- genre Selenia
- genre Selenia Nutt.
- genre Sibara Greene
- genre Sibaropsis S. Boyd & T.S. Ross
- genre Sinapis L.
- genre Sisymbrium L.
- genre Smelowskia C.A. Mey.
- genre Stanfordia S. Wats.
- genre Stanleya Nutt.
- genre Streptanthella Rydb.
- genre Streptanthus Nutt.
- genre Stroganowia Kar. & Kir.
- genre Subularia L.
- genre Synthlipsis Gray
- genre Teesdalia Ait. f.
- genre Thellungiella
- genre Thelypodiopsis Rydb.
- genre Thelypodium Endl.
- genre Thlaspi L.
- genre Thysanocarpus Hook.
- genre Tropidocarpum Hook.
- genre Warea Nutt.
- genre Wasabia Matsum.